# Tasmin Archer
Tasmin Archer (Bradford, 3 agosto 1963) è una cantante britannica.
Il suo maggior successo è rappresentato, in termini di singoli, dal brano Sleeping Satellite (1992), che ha raggiunto la prima posizione delle classifiche di vendita britanniche ed irlandesi e che ha trascinato il suo album d'esordio.
Ha vinto il BRIT Awards 1993 nella categoria "Rivelazione britannica".

## Discografia

### Album in studio
- 1992 - Great Expectations
- 1994 - Shipbuilding
- 1996 - Bloom
- 2006 - ON

### Raccolte
- 2000 - Premium Gold Collection
- 2004 - Singer/Songwriter
- 2009 - Best of
- 2020 - Sweet Little Truths: The EMI Recordings 1992-1996

### Singoli
- 1992 - Sleeping Satellite
- 1993 - In Your Care
- 1993 - Lords of the New Church
- 1993 - Somebody's Daughter
- 1993 - Arienne
- 1994 - Shipbuilding
- 1996 - One More Good Night with the Boys
- 1996 - Sweet Little Truths
- 2006 - Every Time I Want It (Effect Is Monotony)

## Premi e riconoscimenti
1993
- BRIT Award come "Rivelazione britannica".[2]